# Bekiroğlu
Bekiroğlu ist ein ursprünglich patronymisch gebildeter türkischer Familienname mit der Bedeutung „Sohn (-oğlu) des Bekir“.

## Namensträger
- Aslı Bekiroğlu (* 1995), türkische Schauspielerin
- Efkan Bekiroğlu (* 1995), deutsch-türkischer Fußballspieler
- Volkan Bekiroğlu (* 1977), türkischer Fußballspieler